# Цикл Аткинсона
Цикл Аткинсона — модифицированный цикл Отто 4-тактного двигателя внутреннего сгорания.
Предложен английским инженером Джеймсом Аткинсоном для обхода патентов Николауса Отто.
В 1886 году Аткинсон предложил изменить соотношение времён тактов цикла Николауса Отто. В двигателе Аткинсона рабочий ход (3-й такт цикла Отто) был увеличен за счёт усложнения кривошипно-шатунного механизма. В XIX веке двигатель распространения не получил из-за сложной механики. 

Анимация работы двигателя по циклу Аткинсона, US Patent US367496A. (Чертёж)

Использование цикла Аткинсона в двигателе позволяло уменьшить потребление топлива и снизить уровень шума при работе за счёт меньшего давления при выпуске. Кроме того, в двигателе Аткинсона для привода газораспределительного механизма не требовалось редуктора, так как коленчатый вал вращался с вдвое меньшей частотой, чем в двигателе Отто. Однако, такой двигатель плохо регулируется дроссельной заслонкой и на низких оборотах выдаёт сравнительно малый момент. Кроме того, в нём значительно усложнена конструкция кривошипно-шатунного механизма. Существовали и другие разновидности двигателя Аткинсона: двигатели со встречно движущимися поршнями, двигатели с одним поршнем и двумя коленчатыми валами.

## История изобретения
Джеймс Аткинсон критически пересмотрев классическую концепцию двигателя, работающего по циклу Отто, понял, что её можно серьёзно улучшить. Так, например, у двигателя Отто на малых и средних оборотах при частично открытой дроссельной заслонке через разрежениe во впускном коллекторе поршни работают в режиме насоса, на что тратится мощность двигателя. При этом усложняется наполнениe камеры сгорания свежим зарядом топливо-воздушной смеси. Кроме этого, часть энергии теряется в выпускной системе, поскольку отработанные газы, покидающие цилиндры двигателя, всё ещё находятся под высоким давлением.
По концепции Аткинсона, впускной клапан закрывается не тогда, когда поршень находится у нижней мёртвой точки, а значительно позже. Цикл Аткинсона даёт ряд преимуществ.
- Во-первых, снижаются насосные потери, так как часть смеси при движении поршня вверх выталкивается во впускной коллектор, уменьшая в нем разрежение.

- Во-вторых, меняется степень сжатия. Теоретически онa остаётся постоянной, так как ход поршня и объем камеры сгорания не изменяются, а фактически за счёт запоздалого закрытия впускного клапана уменьшается. А это уже снижение вероятности появления детонационного сгорания топлива, и следовательно — отсутствие необходимости увеличивать обороты двигателя переключением на пониженную передачу при увеличении нагрузки.

Двигатель Аткинсона работает по так называемoмy циклу с увеличенной степенью расширения, при котором энергия отработавших газов используется в течение длительного периода. Это создаёт условия для более полного использования энергии отработанных газов и обеспечивает более высокую экономичность двигателя.
Основным отличием от цикла работы обычного 4-тактного двигателя (цикла Отто) является изменение продолжительности этих тактов. В традиционном двигателе все 4 такта (впуск, сжатие, рабочий ход и выпуск) одинаковы по продолжительности. Аткинсон же сделал два первых такта короче, а два следующих длиннее и реализовал это за счёт изменения длины ходов поршней. Считается, что его модификация двигателя была продуктивнee традиционной на 10%. В то время его изобретение не нашлo широкого применения, так как имелo большое количество недостатков, основным из которых стала сложность реализации этого изобретения, а именно обеспечение движения поршней с использованием оригинального кривошипно-шатунного механизма.
Позже, в начале 1950-х годов американский инженер Ральф Миллер (англ. Ralph Miller) смог решить эту же задачу по-другому. Такт сжатия был сокращён путём внесения изменений в работу клапанов. Обычно на такте впуска открывается впускной клапан, и до наступления такта сжатия он уже закрыт. Но в цикле Миллера впускной клапан продолжает находиться в открытом состоянии некоторую часть такта сжатия. Таким образом, часть смеси удаляется из камеры сгорания, само сжатие начинается позже и соответственно его степень оказывается ниже. По сравнению с тактом сжатия, такт рабочего хода и выпуска оказываются продолжительными. Именно от них и зависит КПД двигателя. Рабочий ход создаёт силу для движения, а длительный выпуск лучше сохраняет энергию выхлопных газов.
Второй такт условно разделён на две части. Такую схему иногда называют пятитактным двигателем. В первой части впускной клапан открыт и происходит вытеснение смеси, далее он закрывается, и только тогда происходит сжатие.

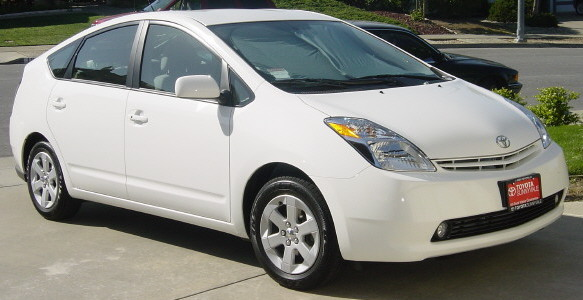
Toyota Prius
Бензиновый двигатель работает по термодинамическому циклу Миллера со сжатием 13:1 на бензине АИ-95 и выше.
Время закрытия впускного клапана, обороты и нагрузку на двигатель контролирует бортовой компьютер.

На гибридных автомобилях возможно применение двигателя Аткинсона, так как в них двигатель работает в малом диапазоне частот вращения и нагрузок. Однако на современных автомобилях, таких как Toyota Prius, применяют не двигатель Аткинсона, а двигатель Отто, работающий по циклу Миллера. Следует заметить, что геометрическая степень сжатия 13:1 данных двигателей не соответствует фактической, т.к. сжатие начинается не сразу в начале хода поршня вверх, а с запозданием, и топливно-воздушная смесь (ТВС) некоторое время выталкивается обратно во впуск. Поэтому реальная степень сжатия определяется фазорегуляторами, которые устанавливают момент закрытия впускного клапана на такте сжатия. При этом рабочий ход движения поршня вниз становится длиннее обычного, тем самым используя энергию расширяющихся газов с большей эффективностью, что увеличивает КПД и снижает расход топлива. Но эта эффективность возможна только на средних оборотах.
Потому гибридный автомобиль разгоняется электромотором, который выдаёт максимальный крутящий момент в нижнем диапазоне оборотов, где двигатель, работающий по циклу Миллера, имеет низкий КПД и таким образом они дополняют друг друга.